# 贾益民
贾益民（1956年10月—）山东省惠民县人，汉族。
华侨大学校长。曾任暨南大学副校长。

## 生平
1956年10月出生。
1974年11月，参军，在中国人民解放军53202部队任指挥排侦察班战士、班长。
1976年12月，在中国人民解放军53202部队任指挥排排长
1977年5月，在中国人民解放军53202部队任政治处书记
1978年考入暨南大学中文系汉语言文学专业。
1982年7月本科毕业，开始在暨南大学文艺学专业硕士研究生学习，创办暨南大学研究生会，并任创会会长。
1985年7月研究生毕业。同年从部队转业留校任教。
1986年7月，被评为暨南大学中文系讲师。
1989年1月，被评为暨南大学中文系副教授。
1992年，任暨南大学学生处处长。
1998年12月，被评为暨南大学华文学院教授。
1999年，任暨南大学华文学院院长
2000年2月起任暨南大学副校长、党委常委。
2011年9月22日，被任命为华侨大学校长、党委常委、党委副书记。

## 荣誉

### 外国勋章奖章
- 一等泰皇冠勋章（泰国，2015年3月9日颁发[2]）

## 資料來源
1. ↑  暨大原副校长贾益民任华侨大学第七任校长 中國廣播網
2. ↑  . 华侨大学新闻中心. 2015-03-09  [2021-09-08]. （原始内容存档于2021-09-08）.